# Kilometerstein an der Freisinger Straße in Ismaning

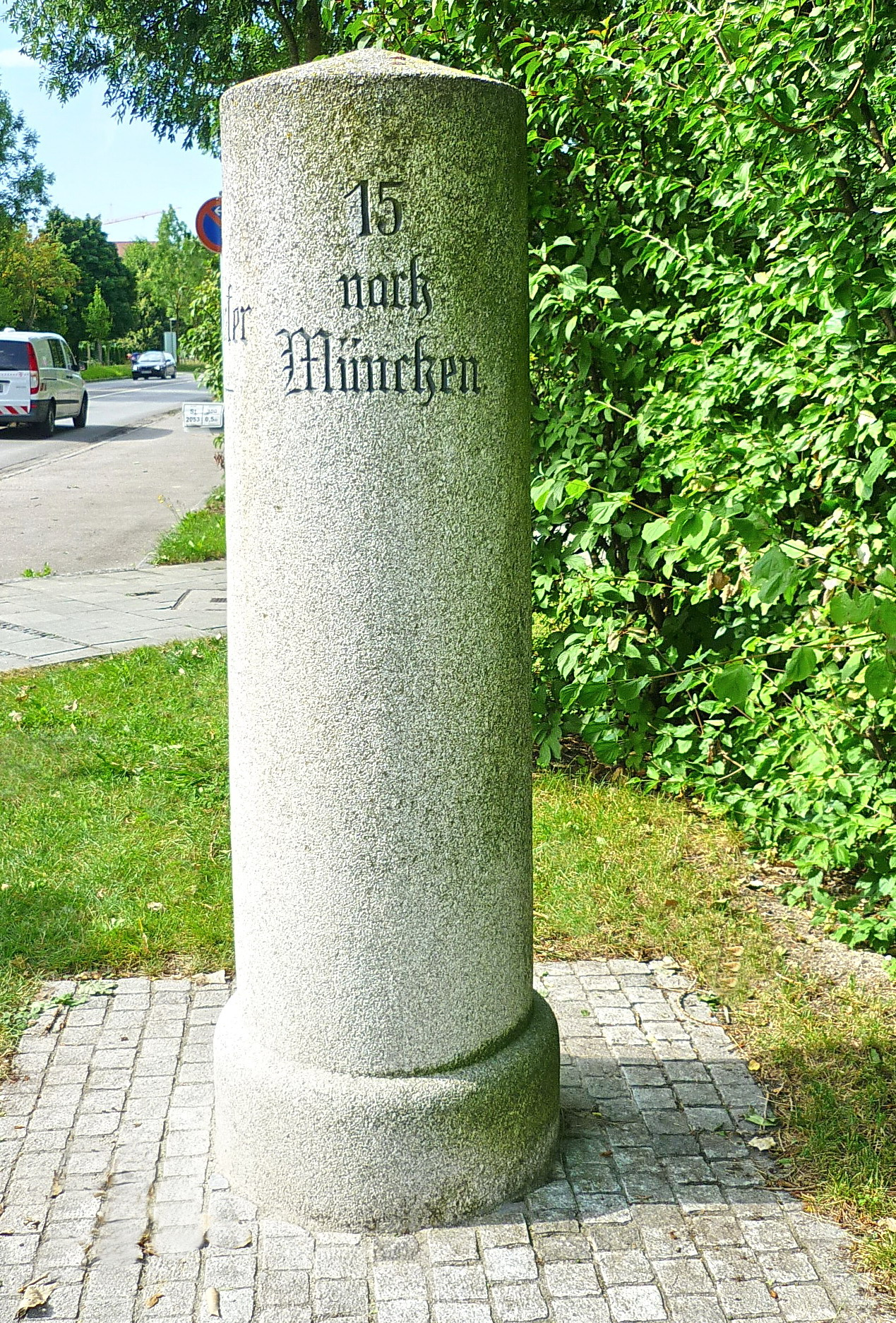
Kilometerstein in Richtung München

Der Kilometerstein an der Freisinger Straße ist ein denkmalgeschützter Wegstein in der Gemeinde Ismaning (Oberbayern) (Aktennummer D-1-84-130-2). Er wurde um 1900 nördlich des Dorfes an der Verbindungsstraße nach Freising aufgestellt (an der Ecke Freisinger Straße – Am Griesacker).
In den etwa 140 Zentimeter hohen Stein aus Nagelfluh sind zwei Entfernungsangaben eingemeißelt: auf der Seite, die den von Norden her kommenden Reisenden zugewandt ist, 15 nach München, und auf der nach Süden gerichteten Seite 20,5 nach Freising. Bezugspunkte in den beiden Städten sind das Neue Rathaus in München und der Marienplatz in Freising.
Zu Beginn des 20. Jahrhunderts war die Freisinger Landstraße die einzige Straßenverbindung am rechten Ufer der Isar. Der Kilometerstein wurde damals weit außerhalb des Dorfes errichtet. Durch die Ausdehnung der Siedlungsflächen steht er jetzt an der nördlichen Einfallstraße von Ismaning am Rand eines Gewerbegebietes.